# Radosław Kawęcki
Radosław Kawęcki, né le 16 août 1991 à Głogów, est un nageur polonais spécialiste des épreuves de dos.

## Biographie
En juillet 2009, Radosław Kawęcki dispute sa première finale de compétition internationale en grand bassin lors des championnats du monde de Rome. Il se classe septième du 200 mètres dos remporté alors par Aaron Peirsol. En décembre, il obtient sa première médaille lors d'une compétition internationale en remportant l'argent du 200 mètres dos des championnats d'Europe en petit bassin derrière Stanislav Donets. Il est également quatrième du 100 mètres dos lors de cette compétition.
En 2010, il est quatrième du 200 mètres dos des championnats d'Europe de Budapest, devancé pour la médaille de bronze de huit centièmes par Benjamin Stasiulis, et se classe sixième du relais 4 × 100 mètres quatre nages. En fin d'année, il est sixième des championnats du monde en petit bassin, toujours sur 200 mètres dos.
L'année suivante, il est cinquième du 200 mètres dos des championnats du monde de Shanghai. Lors des championnats d'Europe en petit bassin qui se disputent en Pologne à Szczecin, il obtient ses deux premiers titres européens sur 100 et 200 mètres dos,.
Qualifié pour les Jeux olympiques de 2012, il dispute et gagne en juin le 200 mètres dos des championnats d'Europe de Debrecen. Aux Jeux olympiques, sur cette même distance, il est quatrième de la finale. Lors des championnats d'Europe en petit bassin qui se disputent à Chartres, il gagne le 200 mètres dos et établit un nouveau record des championnats. Il gagne également la médaille d'or de la discipline aux championnats du monde en petit bassin 2012 avec deux centièmes d'avance sur le deuxième, Ryan Lochte.

## Palmarès

### Jeux olympiques
| Épreuve / Édition    | Londres 2012     | Rio 2016                     | Tokyo 2020                   |
| 100 m dos            | -                | 23e des séries 54 s 39       | -                            |
| 200 m dos            | 4e 1 min 55 s 59 | 17e des séries 1 min 57 s 61 | 6e 1 min 56 s 39             |
| 4 x 200 m nage libre | -                | -                            | 15e des séries 7 min 18 s 91 |

### Championnats du monde

#### En grand bassin
| Épreuve / Édition | Barcelone 2013              | Kazan 2015             | Budapest 2017                |
| 100 m dos         | 9e des demi-finales 53 s 82 | 18e des séries 54 s 20 | 17e des séries 54 s 52       |
| 200 m dos         | Argent 1 min 54 s 24        | Argent 1 min 54 s 55   | 18e des séries 1 min 58 s 41 |

#### En petit bassin
| Épreuve / Édition | Istanbul 2012          | Doha 2014        | Windsor 2016     | Hangzhou 2018                | Abou Dabi 2021               |
| 50 m dos          | 18e des séries 24 s 20 |                  |                  |                              |                              |
| 100 m dos         | 6e 50 s 75             | Argent 50 s 11   |                  | 11e des demi-finales 50 s 43 | 13e des demi-finales 50 s 88 |
| 200 m dos         | Or 1 min 48 s 48       | Or 1 min 47 s 38 | Or 1 min 47 s 63 | Bronze 1 min 48 s 25         | Or 1 min 48 s 68             |

### Championnats d'Europe

#### En grand bassin
| Épreuve / Édition | Grand bassin     | Grand bassin     | Grand bassin     | Grand bassin         |
| Épreuve / Édition | Debrecen 2012    | Berlin 2014      | Londres 2016     | Glasgow 2018         |
| 200 m dos         | Or 1 min 55 s 28 | Or 1 min 56 s 02 | Or 1 min 55 s 98 | Argent 1 min 56 s 07 |

#### En petit bassin
| Épreuve / Édition | Petit bassin         | Petit bassin     | Petit bassin     | Petit bassin     | Petit bassin     | Petit bassin         | Petit bassin     |
| Épreuve / Édition | Istanbul 2009        | Szczecin 2011    | Chartres 2012    | Herning 2013     | Netanya 2015     | Copenhague 2017      | Glasgow 2019     |
| 100 m dos         |                      | Or 50 s 43       |                  |                  | Or 49 s 64       |                      |                  |
| 200 m dos         | Argent 1 min 49 s 13 | Or 1 min 49 s 15 | Or 1 min 48 s 51 | Or 1 min 49 s 42 | Or 1 min 48 s 33 | Argent 1 min 48 s 46 | Or 1 min 49 s 26 |

## Records

### Records personnels
Ces tableaux détaillent les records personnels de Radosław Kawęcki.
| Épreuve   | Temps              | Compétition                | Lieu               | Date       |
| 100 m dos | 53 s 82 (RN)       | Championnats du monde 2013 | Barcelone, Espagne | 29/07/2013 |
| 200 m dos | 1 min 54 s 24 (RE) | Championnats du monde 2013 | Barcelone, Espagne | 02/08/2013 |

| Épreuve   | Temps              | Compétition                                | Lieu                       | Date       |
| 50 m dos  | 23 s 75 (RN)       | Coupe du monde de natation 2013            | Dubaï, Émirats arabes unis | 18/10/2013 |
| 100 m dos | 49 s 69 (RN)       | Championnats d'Europe en petit bassin 2009 | Istanbul, Turquie          | 12/12/2009 |
| 200 m dos | 1 min 47 s 38 (RN) | Championnats du monde en petit bassin 2014 | Doha, Qatar                | 07/12/2014 |